# يانيك كارتر
يانيك كارتر هو لاعب كرة القدم الكندية كندي، ولد في 5 فبراير 1984 في تورونتو في كندا.